# Fidel León Cadavid Marín

Wappen von Fidel León Cadavid Marín

Fidel León Cadavid Marín (* 3. Juli 1951 in Santa Fe de Antioquia) ist Bischof von Sonsón-Rionegro. 

## Leben
Fidel León Cadavid Marín empfing am 5. Oktober 1976 die Priesterweihe. Papst Johannes Paul II. ernannte ihn am 25. Juli 2001 zum Bischof von Quibdó. 
Die Bischofsweihe spendete ihm der Apostolische Nuntius in Kolumbien, Beniamino Stella, am 22. September desselben Jahres; Mitkonsekratoren waren Germán Garcia Isaza CM, Bischof von Caldas, und Orlando Antonio Corrales García, Bischof von Palmira.
Papst Benedikt XVI. ernannte ihn am 2. Februar 2011 zum Bischof von Sonsón-Rionegro.